# Juan Antonio Valderrama
Juan Antonio Valderrama Caballero (Madrid, 24 de junio de 1972) es un cantante español conocido artísticamente como Valderrama, hijo de los cantantes de copla Juanito Valderrama y Dolores Abril. 
Es licenciado en Periodismo por la Universidad de Navarra, y da sus primeros pasos como periodista colaborando en ABC de Sevilla, Radio Televisión de Estepona y otros medios, pero su verdadera vocación oculta hasta el 2001 era la de cantante, se lo cuenta a su padre que se sorprende al conocer la noticia, pues nunca había cantado delante de él y con ayuda de sus amigos graba una maqueta de boleros que presenta en un programa de televisión; ese programa lo ve el director artístico de una multinacional que le ficha y enseguida publica su primer disco.
“La memoria del agua” (SONY 2002), con la colaboración de artistas como Joaquín Sabina, Ana Belén, Vicente Amigo y su propio padre, con gran éxito de ventas y fabulosas críticas. En apenas dos meses consigue su primer Disco de Oro.
A este trabajo le sigue “Alfileres” (SONY 2004) y después “Ilusión” (KR 2006) que también llegan a ser Discos de oro con 2 canciones compuestas por Jose Luís Perales, un artista al que admira profundamente.
“Moderna Tradición” (KR 2009) es su cuarto trabajo que, con motivo de la Alianza de Civilizaciones y por encargo del Ministerio de Cultura,  graba en Turquía y Egipto colaborando con dos de los mejores productores de música árabe, Addel Hakki  y Ogüz Kaplangi, fusionando la copla y el flamenco con prestigiosas orquestas de Oriente Medio como la Senyaylar Strings Emsemble de Turquía y la Orquesta Filarmónica de El Cairo Opera House y el prestigioso grupo de percusiones Harem.  Este disco le lleva a actuar ante el público de Marruecos, Turquía, Egipto y Jordania y a conseguir uno de los premios más prestigiosos, el Micrófono de Oro.
En 2010 crea un espectáculo de flamenco, “Maestros” dedicado a los grandes de la ópera flamenca; en él demuestra su gran conocimiento del género y obtiene fabulosas críticas. El éxito obtenido le lleva a recorrer los festivales más importantes    como la Bienal de Flamenco de Sevilla, La Suma Flamenca de Madrid y el Festival Internacional del Cante de las Minas de La Unión, entre otros…
En 2011 publica “Sonidos Blancos” (KR 2011), con mayoría de composiciones de su autoría, aunque cuenta con la colaboración de Luis Pastor y del maestro Juan Carmona “Habichuela”.
En 2012 se cumplen 10 años desde la publicación de su primer disco y recopila parte de su obra en “Diez años sin playback”, (KR 2012) donde además integra alguna pieza inédita, a la vez que reivindica la voz en directo como condición innegociable en su carrera. Jamás ha hecho un playback.
Con “Ambrosía” (KR 2014) da un paso más en su carrera, esta vez demostrando su personalidad inconfundible y su virtuosismo, abordando piezas clásicas de artistas como: Lucho Gatica, Charles Aznavour, Amalia Mendoza o Antonio Machín, junto con composiciones propias. Cuenta para ello con músicos de primer nivel internacional entre los que se encuentran Moisés Sánchez, Ariel Bringuez y Ara Malikian.
El año 2016, coincidiendo con el centenario del nacimiento de Juanito Valderrama, escribe una obra de teatro musical “Bajo el ala del Sombrero” donde narra la vida de su padre, haciendo un alarde de conocimiento de la historia del flamenco y la copla, e interpretando temas musicales no solo de Juanito, sino también de otros personajes que se cruzaron en su vida, como Marchena, Pepe Pinto, La Niña de los Peines, Miguel de Molina, entre otros… En este trabajo se rodea de los mejores profesionales del teatro y le dirige Pepa Gamboa (Premio Nacional de Teatro). Un trabajo que recoge excelentes críticas por parte de todos los medios de comunicación y que consigue el sello de Espectáculo Recomendado por la Comisión Artistica de la Red de Teatros Nacionales. Una gira que ha durado más de 3 años con éxito arrollador y unas críticas excelentes.

En 2019 estrena un nuevo espectáculo titulado “Mujeres de Carne y Verso”, donde reúne poemas de varias poetas femeninas como Gabriela Mistral, Sor Juana Inés de la Cruz, Rosalía de Castro, Safo de Lesbos, Gloria Fuertes y Elvira sastre entre otras…
Le acompañan en el disco artistas como Carmen Linares, Sole Giménez, Carmen París, Las Migas y Mª del Mar Bonet, además de contar con un elenco totalmente femenino en la instrumentación. Con la canción “Podries” que interpreta en catalán, ha conseguido el Premio Miquel Martí i Pol del XIII Certamen Terra i Cultura.  Este trabajo sobre las mujeres poetas se convierte en un libro didáctico que utilizan colegios y universidades para ilustrar las clases de literatura e igualdad, de hecho, Juan ha realizado varias conferencias y conciertos en universidades e institutos de enseñanza secundaria.  
Durante la pandemia, salta al éxito internacional con su canción “Que vuelva”, creada y grabada en el confinamiento, consiguiendo llegar a países como Méjico, Argentina, Colombia, Ecuador y el sur de EEUU. Además de ser la banda sonora de una campaña de publicidad de una entidad bancaria, algo que le llena de orgullo pues ha donado todos los beneficios al Banco de Alimentos (Fesbal). 
En 2022 debuta en el mundo de los podcasts con la productora SONORA, actualmente ONSA CERO, con una biografía sobre la vida de sus padres, escrita y narrada por él: “Juanito cogió su sombrero”
PREMIOS :
·      3 discos de oro (2002/ 2004 y 2006).
·      Micrófono de oro (2010)
·      Antena de oro en categoría de radio por la sección "Escuche a sus vecinos"  (2012)
.      Premio Poesía del Laurel (Granada 2019)
·      Premio concedido por el FESTIVAL INTERNACIONAL DE LAS NACIONES, a “Que vuelva” como mejor canción en tiempos de COVID. (2020)
·      Premio concedido por el Certamen TERRA Y CULTURA, Premio Martí i Pol a Juan Valderrama y su canción “Podries” como la mejor poesía musicada (2021)
·      Premio PAZ por la PAZ, concedido por la Fundación ANA DE PAZ, a por la canción “Que vuelva” como mejor canción compuesta en el confinamiento. (2020)
.      Premio Alma de Andalucía, concedido FECACE por su aportación a la difusión de la cultura andaluza.
En diciembre de 2024 publica el poemario Laberinto de espejos, debutando en el mundo de la poesía. 
Actualmente se haya inmerso en la gira del espectáculo "Algo contigo" compartiendo escenario con Sole Giménez, en el que homenajean al bolero acompañados por una orquesta sinfónica y prepara un gran espectáculo basado en la biografía del poeta y letrista Rafael de León que verá la luz en 2027.

## Discografía
- La memoria del agua (BMG, 2002), con las colaboraciones de Joaquín Sabina, Ana Belén y Vicente Amigo. A la guitarra Rubén Levaniegos.
- Alfileres (BMG, 2004). A la guitarra Rubén Levaniegos.
- Ilusión (Kompetencia Records, 2006). En colaboración con Rubén Levaniegos y dos canciones de José Luis Perales.
- Moderna tradición (Kompetencia Records, 2009)
- Sonidos Blancos (Kompetencia Records, 2011)
- Mujeres de carne y verso (Kompetencia Records 2019)
- Diván del Tamarit (Kompetencia Records 2023) (CD Libro)

## Filmografía
- Franky Banderas (José Luis García Sánchez, 2004)